# Величков, Марк Викторович
Марк Викторович Величков (род. 7 января 1969, Степногорск, Целиноградская область) — советский и российский хоккеист, защитник.

## Биография
Уроженец Степногорска, воспитанник «Торпедо» Тольятти. Выступал за команды «Алюминщик» Новокузнецк (1988/89, КФК), «Прогресс» Глазов (1989/90, 1991/92, 2001/02), СКА Свердловск (1989/90), СКА-«Металлург» Серов и «Маяк» Самара (1990/91), «Ижсталь» (1991/92, 1992/93), ЦСК ВВС (1992/93 — 1993/94), «Тивали» Минск (193/94 — 1994/95, 1995/96 — 1996/97), «Белсталь» Жлобин (1994/95), «Рубин» Тюмень (1998/99, 1999/2000), «Мечел» (1998/99), «Кристалл» Электросталь (1999/2000), «Нефтяник» Лениногорск и «Били Тигржи» Либерец, Чехия (2000/01), «Кедр» Новоуральск (2001/02).
Чемпион (1994), серебряный призёр  (1996) чемпионата Беларуси.